# Colin Braun
Colin Braun (Ovalo, Texas, 22 september 1988) is een Amerikaans autocoureur. In 2014 en 2015 werd hij kampioen in de PC-klasse van het IMSA SportsCar Championship en in 2022 won hij in hetzelfde kampioenschap de LMP3-klasse. In 2023 won hij de 24 uur van Daytona.

## Carrière
Braun begon zijn autosportcarrière op zesjarige leeftijd in het midgetracen. Op achtjarige leeftijd nam hij voor het eerst deel aan internationale kampioenschappen en reed hij races in onder meer Monaco, Spanje, Frankrijk en Japan. Op veertienjarige leeftijd stapte hij over naar het circuitracen. In 2004 won hij de 2000-klasse van de Formule TR Pro Series.
In 2005 maakte Braun op zestienjarige leeftijd zijn debuut in de 24 uur van Daytona in een Porsche 996 GT3. Een jaar later werd hij de jongste coureur die in een Daytona Prototype-auto, de hoogste klasse binnen de Amerikaanse enduranceracerij, aan races deel mocht nemen. In 2006 kwam hij, samen met Jörg Bergmeister, uit voor het team Krohn Racing in de Rolex Sports Car Series. Bij de Brumos Porsche 250, gehouden op de Daytona International Speedway, werd hij de jongste coureur die een belangrijke autosportwedstrijd op Amerikaanse bodem won. Vanwege reglementen rondom tabaksreclame mocht hij dat jaar in drie races niet deelnemen. Desondanks werd hij vierde in de eindstand, terwijl Bergmeister kampioen werd.
In 2007 werd Braun de jongste coureur met een podiumfinish in de 24 uur van Le Mans; hij eindigde in zijn Ferrari F430 GT2 samen met Tracy Krohn en Niclas Jönsson als tweede in de GT2-klasse. In de Rolex Sports Car Series werd hij geschorst naar aanleiding van een ongeluk tijdens de race op Watkins Glen International. Desondanks werd hij vijfde in de eindstand. Dat jaar tekende hij ook een contract bij het opleidingsprogramma van het NASCAR-team Roush Fenway Racing en debuteerde hij in de ARCA-RE/MAX Series op de World Wide Technology Raceway at Gateway, waar hij dertiende werd. Later dat jaar maakte hij zijn NASCAR-debuut in de NASCAR Camping World Truck Series. Ook reed hij een race in de NASCAR Nationwide Series.

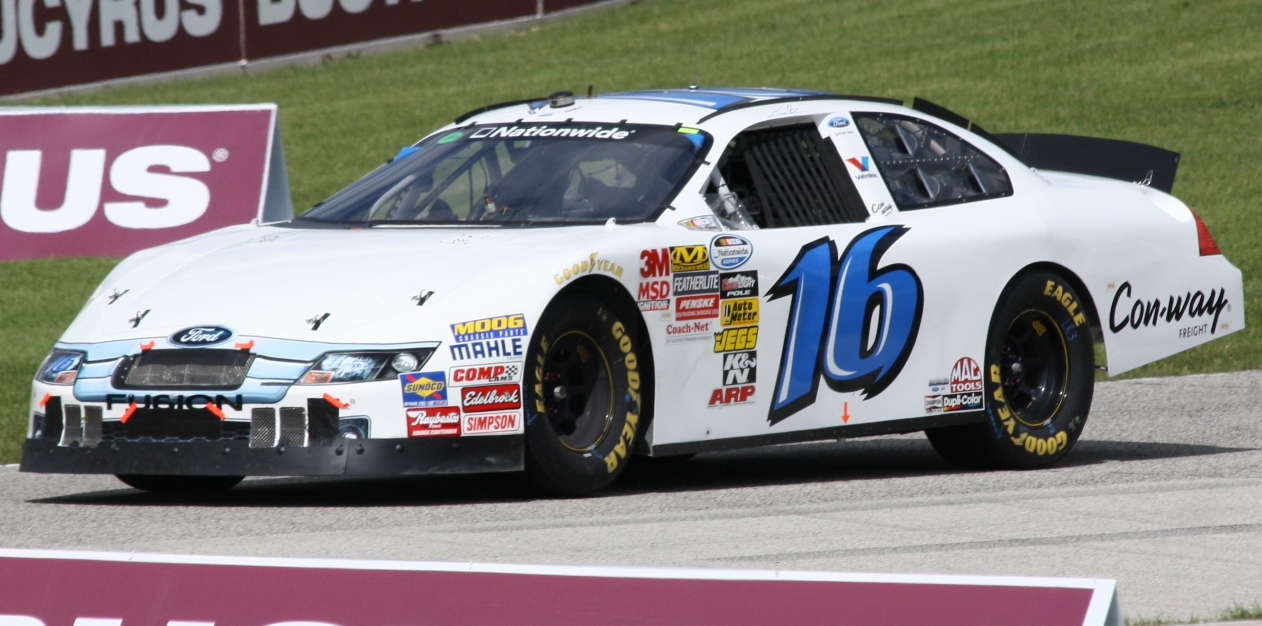
Colin Braun op Road America in 2010.

In 2008 reed Braun een volledig seizoen in de Truck Series. Hij eindigde acht keer in de top 10 en werd dertiende in de eindstand. Ook werd hij uitgeroepen tot de beste rookie van het seizoen. In 2009 behaalde hij de pole position bij de seizoensopener op Daytona, maar wist hij de race niet te winnen. Op de Michigan International Speedway behaalde hij later dat jaar wel de enige zege uit zijn NASCAR-loopbaan. Hiernaast stond hij nog zes keer op het podium en werd hij vijfde in de eindstand. In 2010 stapte hij over naar de Nationwide Series, waarin hij in de helft van de races deelnam. Hij behaalde vijf top 10-finishes, maar haalde ook zeven keer de finish niet. Aan het eind van het seizoen verliet hij Roush nadat het team zich ging richten op sponsordeals voor andere coureurs. In 2011 reed hij voor Robertson Racing in de American Le Mans Series (ALMS) en reed hij voor Billy Ballew Motorsports twee races in de Truck Series.

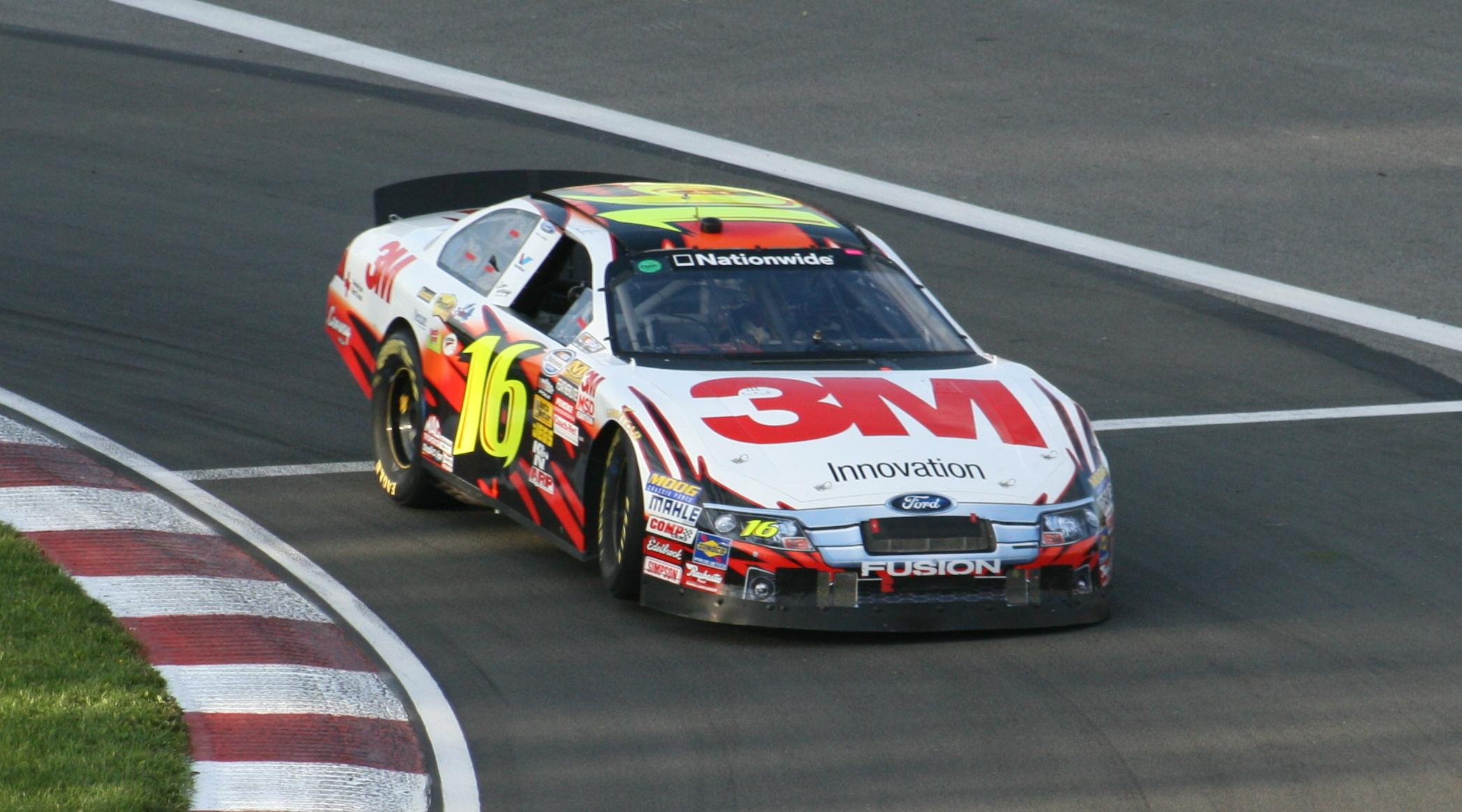
Colin Braun op het Circuit Gilles Villeneuve in 2010.

In 2012 stapte Braun binnen de ALMS over naar het team CORE Autosport. Samen met teameigenaar Jon Bennett won hij de titel in de Challenge-klasse. Daarnaast reed hij in de Pirelli World Challenge in een Kia Optima. Na vier races, waarin hij twee podiumplaatsen bereikte, werd hij na een meningsverschil met zijn teamgenoot Michael Galati vervangen door Mark Wilkins. In 2013 reed Braun in de eerste twee races van de Rolex Sports Car Series voor Doran Racing om inzicht te krijgen in de Daytona Prototype-categorie. In de ALMS reed hij in de Prototype Challenge-klasse. Na zeven van de tien races stapte hij binnen dit team over naar de GT-klasse. Hij werd vijfde in het PC-kampioenschap. Op 9 oktober van dat jaar reed hij voor Michael Shank Racing op de Daytona International Speedway in een poging om de hoogste gemiddelde snelheid ooit op dit circuit te rijden. Het oude record stond op 210,364 mijl per uur (338,548 km/h), en Braun brak het record met een snelheid van 222,971 mijl per uur (358,837 km/h).
In 2014 reed Braun voor CORE Autosport in het nieuwe United SportsCar Championship. Samen met Jon Bennett, James Gué en Mark Wilkins won hij de PC-klasse van de 24 uur van Daytona en de 12 uur van Sebring. Ook wonnen zij de races op de Kansas Speedway en Watkins Glen, zodat zij kampioen werden in de klasse. Braun kreeg tevens een prijs omdat hij de meeste pole positions in de klasse had gehaald. In 2015 werd het team opnieuw kampioen in de klasse met zeges op Mosport Park en het Circuit of the Americas. In 2016 kende Braun een moeilijker seizoen; het team behaalde weliswaar twee zeges in de 12 uur van Sebring en op Mosport Park, maar viel ook vier keer uit. Aan de laatste twee races werd niet deelgenomen en het team werd zevende in de eindstand. Braun maakte dat jaar tevens zijn debuut in het Global Rallycross-kampioenschap bij CORE Autosport.
In 2017 hield de PC-categorie op te bestaan, waardoor Braun, Bennett en CORE Autosport met een Porsche 911 GT3 R overstapten naar de GTD-klasse. Deze stap pakte niet goed uit en het team werd slechts achttiende in de eindstand. In 2018 maakte het team de overstap naar de Prototype-klasse met een LMP2-auto. Het team begon het seizoen met een podiumfinish in de 24 uur van Daytona en behaalde twee zeges op Mosport en Road America. Hiernaast behaalden de coureurs podiumfinishes op Watkins Glen en Laguna Seca en behaalde Braun pole positions op Watkins Glen en Mosport. CORE eindigde het seizoen als tweede met slechts drie punten achterstand op kampioenen Eric Curran en Felipe Nasr. In 2019 nam het team deel aan de DPi-klasse, de hoogste klasse binnen het kampioenschap. Samen met Loïc Duval en Romain Dumas werden Braun en Bennett vierde in de 24 uur van Daytona. Braun behaalde op Mosport de pole position, maar het team wist deze niet om te zetten in een zege. Braun en Bennett werden tiende in de eindstand. Aan het eind van het seizoen kondigde Bennett zijn pensioen aan, waardoor Braun op zoek moest naar een ander team.
In 2020 reed Braun de 24 uur van Daytona voor DragonSpeed in de LMP2-klasse, samen met Henrik Hedman en Ben Hanley. Dit trio behaalde, samen met Harrison Newey, de tweede opeenvolgende zege voor het team in deze race. Vervolgens werd Braun door Era Motorsports aangekondigd als coureur voor de overige enduranceraces in het seizoen - de 12 uur van Sebring, de Six Hours of The Glen en Petit Le Mans. Vanwege de coronapandemie reed hij echter alleen in de 6 uur van Road Atlanta. Daarnaast reed Braun ook in de GT3 Pro-Am-klasse van de GT World Challenge America, de opvolger van de Pirelli World Challenge, voor het team CrowdStrike Racing. Samen met George Kurtz behaalde hij drie zeges op de Virginia International Raceway, Road America en de Indianapolis Motor Speedway. Het team eindigde als tweede in de klasse. Verder maakte Braun zijn debuut in de 24 uur van Spa-Francorchamps.

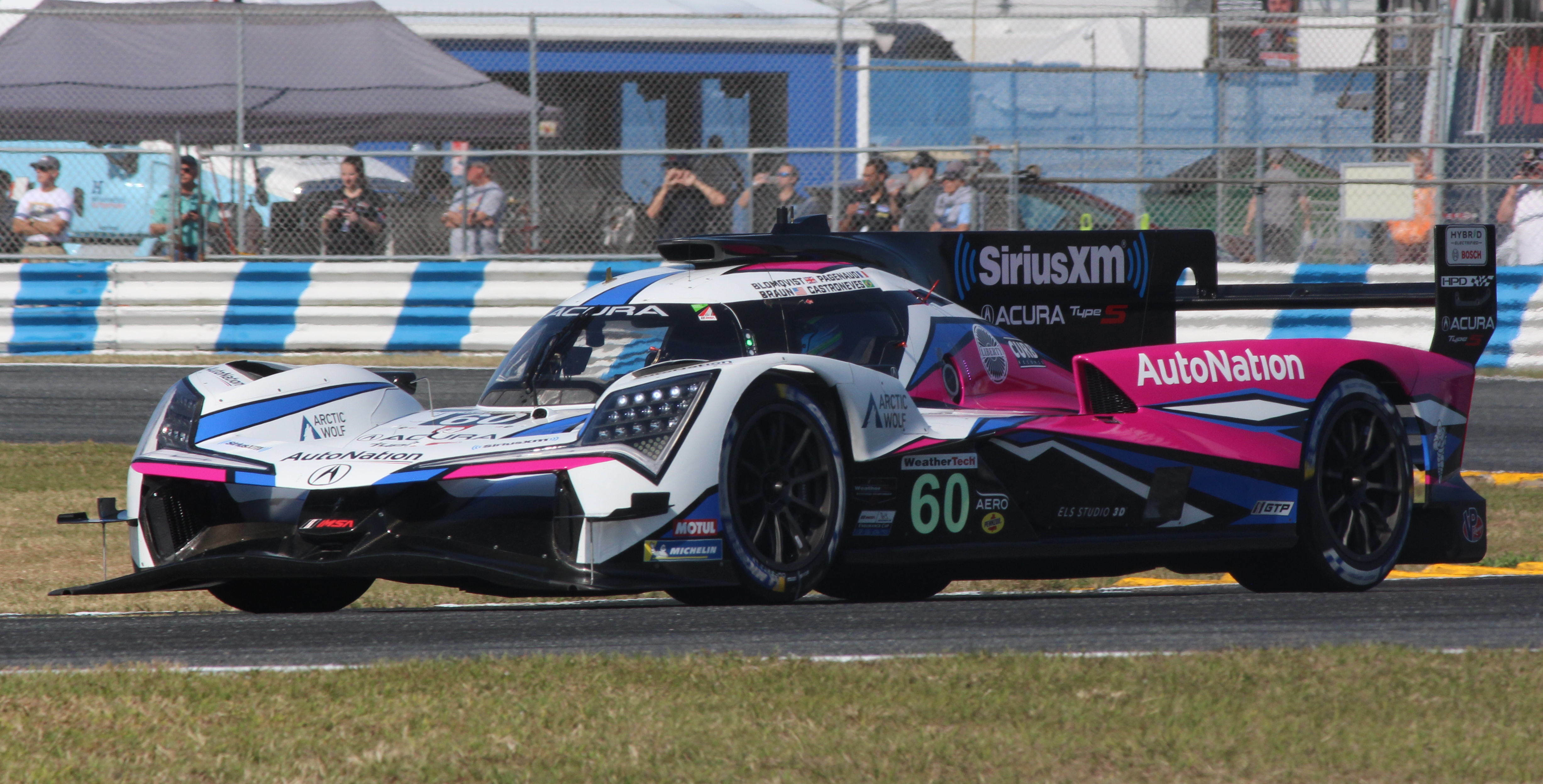
De Acura ARX-06 van Braun tijdens de 24 uur van Daytona 2023.

In 2021 keerde CORE Autosport terug in het IMSA-kampioenschap, voor wie Braun, samen met de eveneens teruggekeerde Bennett, uitkwam in de nieuwe LMP3-klasse. Samen met Kurtz wonnen zij de 12 uur van Sebring en de race op Road America. Braun en Bennett werden achter Gar Robinson tweede in de klasse. Verder behaalde Braun met Kurtz vier podiumplaatsen, waaronder twee zeges op de Sonoma Raceway en het Circuit of the Americas, in de GT World Challenge America. In 2022 reed Braun met Bennett voor CORE Motorsport in de LMP3-klasse van het IMSA-kampioenschap. Het team opende het seizoen met een podiumplaats in de 24 uur van Daytona, die zij samen met Kurtz en Niclas Jönsson reden. In de rest van het seizoen won het team twee races op de Mid-Ohio Sports Car Course en Mosport Park, waardoor zij kampioen werden in de klasse. Voor zowel Braun als Bennett betekende dit hun derde IMSA-kampioenschap. Daarnaast reed Braun dat jaar voor CrowdStrike Racing in de GT World Challenge America, waarin hij samen met Kurtz drie zeges behaalde op NOLA Motorsports Park, Virginia en Watkins Glen. Vanwege twee uitvalbeurten eindigde het team echter als vierde in de klasse.
In 2023 stapte Braun binnen het IMSA-kampioenschap over naar de GTP-categorie, de hoogste klasse binnen de serie. Hij kwam hier uit voor het team Meyer Shank Racing. In de eerste race, de 24 uur van Daytona, behaalde hij samen met zijn teamgenoten Tom Blomqvist, Hélio Castroneves en Simon Pagenaud de zege. Het was de eerste keer dat hij de hoofdklasse van deze race wist te winnen.